# 奥萨山
奥萨山（希臘語：Όσσα）是希腊色萨利大区拉里萨专区的山。海拔高1,978（6,490英尺），位于皮利翁山和奥林匹斯山中间，被坦佩谷分开。
在希腊神话中， 阿洛伊代试图把皮利翁山堆在奥萨山之上，以攀登奥林匹斯山。